# Antilophia
Antilophia was een geslacht van vogels uit de familie van de manakins (Pipridae). Het bleek onderdeel van Chiroxiphia en de twee soorten zijn in Chiroxiphia opgenomen. 

## Soorten
De volgende soorten waren bij het geslacht ingedeeld:
- Chiroxiphia bokermanni (v/h Antilophia bokermanni)  [2] – Araripemanakin
- Chiroxiphia galeata (v/h Antilophia galeata) – Helmmanakin